# 富山県立大学短期大学部
富山県立大学短期大学部（とやまけんりつだいがくたんきだいがくぶ、英語: Toyama Prefectural University, College of TechnologyまたはCollege of Technology, Toyama Prefectural University）は、富山県射水市黒河5180に本部を置いていた日本の公立短期大学である。1962年に設置され、2012年に廃止された。

## 概観

### 大学全体
- 富山県射水市に所在した日本の公立短期大学で、設置主体は富山県。
- 1962年に富山県立大谷技術短期大学として3学科体制で開学[1]。のちに増設により最多で 6学科を有していたが、1990年度入学生より2学科体制になり、のち、環境システム工学科のみとなった。かつては男子学生が多いものとなっていたが、近年は女子学生の姿も目立っていた。
- 2008年度の入学生を最後に[注釈 1]、2012年に短期大学としての使命を終える[注釈 2]

### 建学の精神（校訓・理念・学是）
- 富山県立大学短期大学部における建学の精神
  - 富山県の発展をめざした県民の大学
  - 未来を志向した大学
  - 特色ある教育をめざした大学

### 教育および研究
- 富山県立大学短期大学部は環境システム工学科が設置されており、環境に関する調査・分析・処理・設計などを体系的に学ぶ内容のものとなっていた。

### 学風および特色
- 富山県立大学短期大学部は後に併設された富山県立大学と関連した学科が設置されていた。そのため、短大卒業後に大学工学部に編入学する学生も少なくなかった。
- 県立大学以外にも、国公立大学への編入学実績が高かった。

## 沿革
- 1962年
  - 1月20日 左記を以て文部省[注 4]より短期大学の設置が認可される[8]。
  - 4月1日 富山県立大谷技術短期大学（とやまけんりつおおたにぎじゅつたんきだいがく）として以下の学科体制にて開学[9][10]。
    - 機械科 入学定員30名
    - 農業機械科 入学定員30名
    - 応用数学科 入学定員40名

  - 5月1日 学生数[11]/定員
    - 機械科 27[注釈 3]/30
    - 農業機械科 29[注釈 3]/30
    - 応用数学科 32[注釈 4]/40
- 1963年
  - 4月1日 以下の学科を増設する[12]。
    - 衛生工学科 入学定員30名
    - 草農業科 入学定員30名

  - 5月1日 学生数[13]/定員
    - 機械科 43[注釈 3]/60
    - 農業機械科 52[注釈 3]/60
    - 応用数学科 69[注釈 4]/80
    - 衛生工学科 27[注釈 5]/30
    - 草農業科 30[注釈 3]/30
- 1964年
  - 5月1日 学生数[14]/定員
    - 機械科 42[注釈 3]/60
    - 農業機械科 50[注釈 3]/60
    - 応用数学科 76[注釈 4]/80
    - 衛生工学科 51[注 5]/60
    - 草農業科 43[注釈 3]/60
- 1966年
  - 5月1日 学生数[15]/定員
    - 機械科 52[注釈 3]/60
    - 農業機械科 66[注釈 6]/60
    - 応用数学科 72[注釈 4]/80
    - 衛生工学科 59[注釈 7]/60
    - 草農業科 35[注 6]/60
- 1968年
  - 5月1日 学生数[16]/定員
    - 機械科 68[注釈 3]/60
    - 農業機械科 66[注釈 6]/60
    - 応用数学科 78[注 7]/80
    - 衛生工学科 66[注釈 8]/60
    - 草農業科 62[注釈 9]/60
- 1969年
  - 1月6日 専攻科の設置が認められ、以下の課程を設ける[17]。
    - 機械専攻 入学定員30名
- 1970年
  - 4月1日
    - 以下の学科を増設する[18]。
      - 農林土木科 入学定員35名

    - 専攻科に以下の課程を増設する[19]。
      - 応用数学専攻 入学定員30名[注 8]

  - 5月1日 学生数[20]/定員
    - 機械科 61[注釈 3]/60
    - 農業機械科 58[注釈 10]/60
    - 応用数学科 77[注釈 11]/80
    - 衛生工学科 70[注釈 12]/60
    - 草農業科 69[注 9]/60
    - 農林土木科 10[注釈 3]/35
- 1971年
  - 5月1日 学生数[21]/定員
    - 機械科 56[注釈 3]/60
    - 農業機械科 57[注釈 10]/60
    - 応用数学科 76[注 10]/80
    - 衛生工学科 62[注釈 13]/60
    - 草農業科 60[注 11]/60
    - 農林土木科 28[注釈 3]/70
- 1972年
  - 4月1日 富山県立技術短期大学と改称[22]。
  - 5月1日 学生数[23]/定員
    - 機械科 56[注釈 3]/60
    - 農業機械科 54[注釈 3]/60
    - 応用数学科 75[注釈 14]/80
    - 衛生工学科 59[注釈 7]/60
    - 草農業科 51[注 12]/60
    - 農林土木科 38[注釈 3]/70
- 1975年
  - 5月1日 学生数[24]/定員
    - 機械科 54[注釈 10]/60
    - 農業機械科 58[注釈 3]/60
    - 応用数学科 77[注 13]/80
    - 衛生工学科 61[注 14]/60
    - 草農業科 52[注釈 8]/60
    - 農林土木科 60[注釈 6]/70
- 1980年
  - 4月1日 草農業科を農学科と改称[25]。
  - 5月1日 学生数[26]/定員
    - 機械科 63[注釈 3]/60
    - 農業機械科 53[注釈 10]/60
    - 応用数学科 78[注釈 11]/80
    - 衛生工学科 58[注釈 15]/60
    - 農学科 58[注釈 12]/60
    - 農林土木科 70[注 15]/70
- 1985年
  - 5月1日 学生数[27]/定員
    - 機械科 59[注釈 3]/60
    - 農業機械科 61[注 16]/60
    - 応用数学科 78[注 17]/80
    - 衛生工学科 59[注釈 13]/60
    - 農学科 60[注釈 7]/60
    - 農林土木科 74[注 18]/70
- 1986年
  - 5月1日 学生数[28]/定員
    - 機械科 60[注釈 3]/60
    - 農業機械科 58[注釈 3]/60
    - 応用数学科 75[注 19]/80
    - 衛生工学科 60[注釈 16]/60
    - 農学科 60[注釈 17]/60
    - 農林土木科 69[注釈 9]/70
- 1987年
  - 5月1日 学生数[29]/定員
    - 機械科 62[注釈 3]/60
    - 農業機械科 63[注釈 3]/60
    - 応用数学科 81[注 20]/80
    - 衛生工学科 60[注釈 17]/60
    - 農学科 61[注釈 12]/60
    - 農林土木科 71[注 21]/70
- 1989年
  - 4月1日 以下の学科については、この年度で学生募集を最終とする[注 22]。
    - 機械科
    - 応用数学科
    - 農業機械科

  - 5月1日 学生数[34]/定員
    - 機械科 64[注釈 3]/60
    - 農業機械科 61[注釈 5]/60
    - 応用数学科 79[注 23]/80
    - 衛生工学科 57[注釈 7]/60
    - 農学科 60[注釈 15]/60
    - 農林土木科 76[注釈 5]/70
- 1990年
  - 4月1日 富山県立大学短期大学部に改組され、従来の学科も以下の通り改組される[注 24]。
    - 衛生工学科→環境工学科 入学定員30名
    - 農学科→農業技術学科生物生産専攻 入学定員40名
    - 農林土木科→〃農業土木専攻 入学定員30名

  - 5月1日 学生数[35]/定員
    - 機械科 36[注釈 3]/30
    - 農業機械科 27[注釈 5]/30
    - 応用数学科 41[注釈 8]/40
    - 衛生工学科 29[注釈 14]/30
    - 農学科 28[注釈 11]/30
    - 農林土木科 36[注釈 3]/35
      - 農業技術学科 71[注釈 16]/70
      - 環境工学科 30[注 25]/30
- 1991年
  - 5月1日 学生数[36]/定員
    - 農業技術学科 147[注 26]/140
    - 環境工学科 60[注釈 7]/60
      - 機械科 -/-
      - 応用数学科 -}/-
- 1992年
  - 5月1日 学生数[注 27]/定員
    - 農業技術学科 148[注 28]/140
    - 環境工学科 61[注 29]/60
- 1998年
  - 4月1日 専攻科の設置が認められ、以下の課程を設ける[注 30]。
    - 生物資源専攻 入学定員8名[41]
    - 地域環境工学科 入学定員8名[41]
- 1999年
  - 5月1日 学生数[42]/定員
    - 農業技術学科 153[注 31]/140
    - 環境工学科 63[注 32]/60
- 2002年
  - 4月1日 以下の学科については、この年度で学生募集を最終とする[注 33]。
    - 農業技術学科
      - 生物生産専攻[注 34]　
      - 農業土木専攻[注 35]
- 2003年
  - 4月1日 この年度の入学生より環境工学科を環境システム工学科に改組される[注 36]。
- 2005年
  - 4月1日 この年度の入学生より専攻科地域環境工学専攻を以下の通り改組する[注 37]。
    - 環境システム工学専攻[注 38]。

  - 4月1日 以下の学科については、この年度で学生募集を最終とする[注 39]。
    - 生物資源学科[注 40]。
- 2006年
  - 4月1日 以下については、この年度で学生募集を最終とする[注 41]。
    - 専攻科生物資源専攻[注 42]。
- 2008年
  - 4月1日 この年度で短期大学本科の学生募集を最終とする[注釈 1]。
- 2010年
  - 4月1日 この年度で短期大学専攻科の学生募集を最終とする[注 43]。
- 2012年
  - 6月6日 左記をもって正式に廃止となる[注釈 2]。

## 基礎データ

### 所在地
- 富山県射水市黒河5180

### 交通アクセス
- あいの風とやま鉄道小杉駅よりバスを利用する場合は、｢富山県立大学前｣バス停留所で下車するのがもっとも便利であった。
- 同駅から徒歩利用できるが、20分程度はかかる道程となっていた。

### 象徴
- カレッジマークは、富山県立大学と同じものを使用。

## 教育および研究

### 組織

#### 学科
- 環境システム工学科 入学定員40名[注 44]

##### 過去にあった学科
- 農業技術学科→生物資源学科 入学定員Ｘ名[注 45]
  - 生物生産専攻 入学定員40名[注釈 18]
  - 農業土木専攻 入学定員30名[注釈 18]

##### 富山県立技術短期大学における学科体制
- 機械科 入学定員30名[注釈 19]
- 応用数学科 入学定員40名[注釈 19]
- 農業機械科 入学定員30名[注釈 19]
- 衛生工学科→環境工学科
- 農学科→農業技術学科生物生産専攻→生物資源学科
- 農林土木科→農業技術学科農業土木専攻

#### 専攻科
- 生物資源専攻 入学定員8名[注 46]
- 環境システム工学専攻 入学定員8名[注 47]

##### 富山県立技術短期大学にあった専攻課程
- 機械専攻 入学定員30名[注釈 20]
- 応用数学専攻 入学定員20名[注釈 20]

#### 別科
- なし

##### 取得資格について
- 測量士補が環境システム工学科にて取得できるようになっていた[注 48]

### 研究
- 『富山県立技術短期大学』[77]
- 特色ある大学教育支援プログラム
  - 「フィールド実習をコアとした流域環境教育」の取組において2005年度に採択されていた。

## 学生生活

### 学園祭
- 富山県立大学短期大学部の学園祭は「ダ・ヴィンチ祭」と呼ばれ、大学と合同で行われていた。

### スポーツ
- 中部公立短期大学交歓競技会に参加していた。
- 過去には、石川県農業短期大学（現石川県立大学）との交歓競技会が行われていた。

## 大学関係者と組織

### 大学関係者一覧
- 田村三郎

## 施設

### キャンパス
- 短期大学部独自のキャンパスがあった。

## 対外関係

### 他大学との協定
- 放送大学

### 系列校
- 富山県立大学

## 社会との関わり
- 公開講座が行われていた。
- 小中高生向け講座が行われていた。

## 卒業後の進路について

### 就職について
- 全学科を含めると、ヤマサン食品工業・大和薬品工業・トヨタレンタリース名古屋・アルビスなど一般企業が多いものとなっていた。

### 編入学･進学実績
- これまでの実績では、系列の富山県立大学や富山県立大学短期大学部専攻科ほか岩手大学・山形大学・宇都宮大学・富山大学・岐阜大学・山口大学・佐賀大学･などがあった。

## 公式サイト
- 富山県立大学短期大学部